# Winkelschule
Winkelschulen, auch Heckschulen oder in Norddeutschland Klippschulen genannt, waren nicht anerkannte, privat organisierte, deutschsprachliche Volksschulen, die seit
dem späten Mittelalter in den Niederlanden und in Deutschland aufkamen. Die ersten Winkelschulen entstanden in Städten und größeren Handelszentren.
Der Besuch war kostenpflichtig und konnte bar oder in Naturalien beglichen werden, jedoch befanden sich diese Schulen anders als die sog. Bei- oder Nebenschulen außerhalb des staatlichen Schulgeldsystems.

## Etymologie
Die Winkelschulen erhielten diesen Namen, weil sie in ehemaligen Ladenräumen eingerichtet wurden (ndl. winkel „Laden“, vgl. auch die Wortbildung Schülerladen für privat organisierte Horteinrichtungen). Durch volksetymologische Umdeutung des niederländischen Lehnworts erhielt diese Bezeichnung die Konnotation des versteckten Wirkens und damit der Illegalität.
Die Vorsilbe Klipp- steht im Niederdeutschen für Klein-, also „Kleinschule, Schule für die Kleinen“, vgl. Klippschulden, Klippkram.

## Schulischer Alltag
Das Lehrpersonal (sogenannte Winkelmeister oder Klippmeister) verfügte im Allgemeinen weder über fachspezifische noch pädagogische Kenntnisse. Entsprechend vermittelten Winkelschulen in erster Linie sehr elementares Basiswissen durch Auswendiglernen, vor allem Grundkenntnisse in Lesen und Schreiben. Vorherrschend und akzeptiert war (wie in den damaligen öffentlichen Schulen auch) die Anwendung der Prügelstrafe. Auch Platznot und das Nebeneinander von mehreren Altersstufen prägten das Bild.

## Historische Entwicklung der Winkelschulen
Nach der Reformation entstand ein zunehmender Bedarf an Schulen, die neben der Religionskunde auch das Lesen und Schreiben lehrten. Insbesondere auf dem Lande war diese zusätzliche Aufgabe nicht mehr durch die Pastoren zu leisten, so dass zunehmend auf Hilfsangestellte der Gemeinde (z. B. Küster, vgl. Küsterschule) zurückgegriffen wurde, was dazu führte, dass nicht mehr Latein, sondern Deutsch als Unterrichtssprache verwendet wurde.
Im 16. Jahrhundert entwickelte sich im Zuge der humanistischen Schulreform eine breite Front gegen die Volkstümlichkeit und die Verwahrlosung des mittelalterlichen Lateins. Neben dem Lateinischen wurden das Griechische und teilweise sogar das Hebräische als Unterrichtsfächer eingeführt. Die Verwendung der deutschen Sprache wurde hingegen als Ausdruck von Barbarei verdammt. Obwohl reiche Kaufleute schon im 16. Jahrhundert mehr Unterricht in den neueren Sprachen verlangten, beharrten die Reformatoren auf der Altsprachlichkeit der Lateinschulen, die sich zu den späteren Gymnasien entwickelten, und diffamierten die deutschsprachigen Volksschulen als „Winkelschulen“.
Im 18. Jahrhundert gewannen Erziehungs- und Bildungsfragen staatlicherseits zunehmend an Bedeutung, und die Schulgeldfreiheit für Volksschulen wurde ein vieldiskutiertes Thema. Spätestens mit Art. 145 der Weimarer Verfassung von 1919, die die Schuldgeldfreiheit für Volksschulen festschrieb, war den Winkelschulen in Deutschland die wirtschaftliche Existenzgrundlage entzogen. Anders war die Situation in den Niederlanden, wo bis heute Art. 23 der Verfassung die Gründung einer privaten Schule sogar zum Grundrecht eines jeden Bürgers erhebt und den Staat zu deren finanzieller Förderung verpflichtet.

## Schlechter Ruf
Die abwertende Einschätzung der Klippschule rührt aus der Zeit, als Winkel- und Klippschulen bereits veraltet und im Niedergang begriffen waren. Auf der anderen Seite muss aber anerkannt werden, dass diese Privatschulen in der Neuzeit durchaus ihren Teil zur Alphabetisierung des damaligen Bürgertums – und in geringerem Ausmaß auch der Bauern – beigetragen haben.
Redensarten im Zusammenhang mit „Klippschule“
- „Das ist Klippschule“: Das sollte eigentlich Grundlage sein, darüber braucht man nicht mehr zu reden.
- „Klippschulwissen“: elementares Allgemeinwissen, häufig noch mit Verständnisfehlern durchmischt
- „hier geht’s ja zu wie auf der Klippschule“: Es herrschen pädagogisch erbärmliche Zustände; für die Vermittlung von Respekt wird mehr Aufwand getrieben als für die Vermittlung von Inhalten.
- „Klippschüler“: Hauptschüler (neuzeitlich)